# Ivan Capelli
Ivan Franco Capelli (Milánó, 1963. május 24. –) olasz autóversenyző, az 1983-as olasz, majd az 1984-es európai Formula–3-as bajnokság, valamint az 1986-os nemzetközi Formula–3000-es sorozat bajnoka.

## Pályafutása
Tizenöt évesen kezdett gokart-versenyeken indulni, majd négy évvel később áttért az olasz Formula–3-as bajnokságra, ahol 1982-től 1983-ig versenyzett. Az 1983-as szezon tizenkét futamából kilencet megnyert, és végül hatalmas előnnyel lett bajnok; míg Capelli-nek 91, addig az összetett második helyén zárt Stefano Livio-nak mindössze 33 pontja volt az idény végén.
1984-ben az európai Formula–3-as sorozat bajnoka volt. Ivan a brit Johnny Dumfries, valamint a később sikeres Formula–1-es pályafutást teljesítő Gerhard Berger előtt szerezte meg az összetett elsőséget. Ebben az évben a Formula–3-as monacói nagydíjon is győzött.
1985-ben és 1986-ban a nemzetközi Formula–3000-es szériában versenyzett, de részt vett a Formula–1-es világbajnokság több futamán is. Két futamgyőzelmet szerzett az 1986-os Formula–3000-es szezonban, és végül megnyerte a bajnoki címet Pierluigi Martini és Emanuele Pirro előtt.

### Formula–1

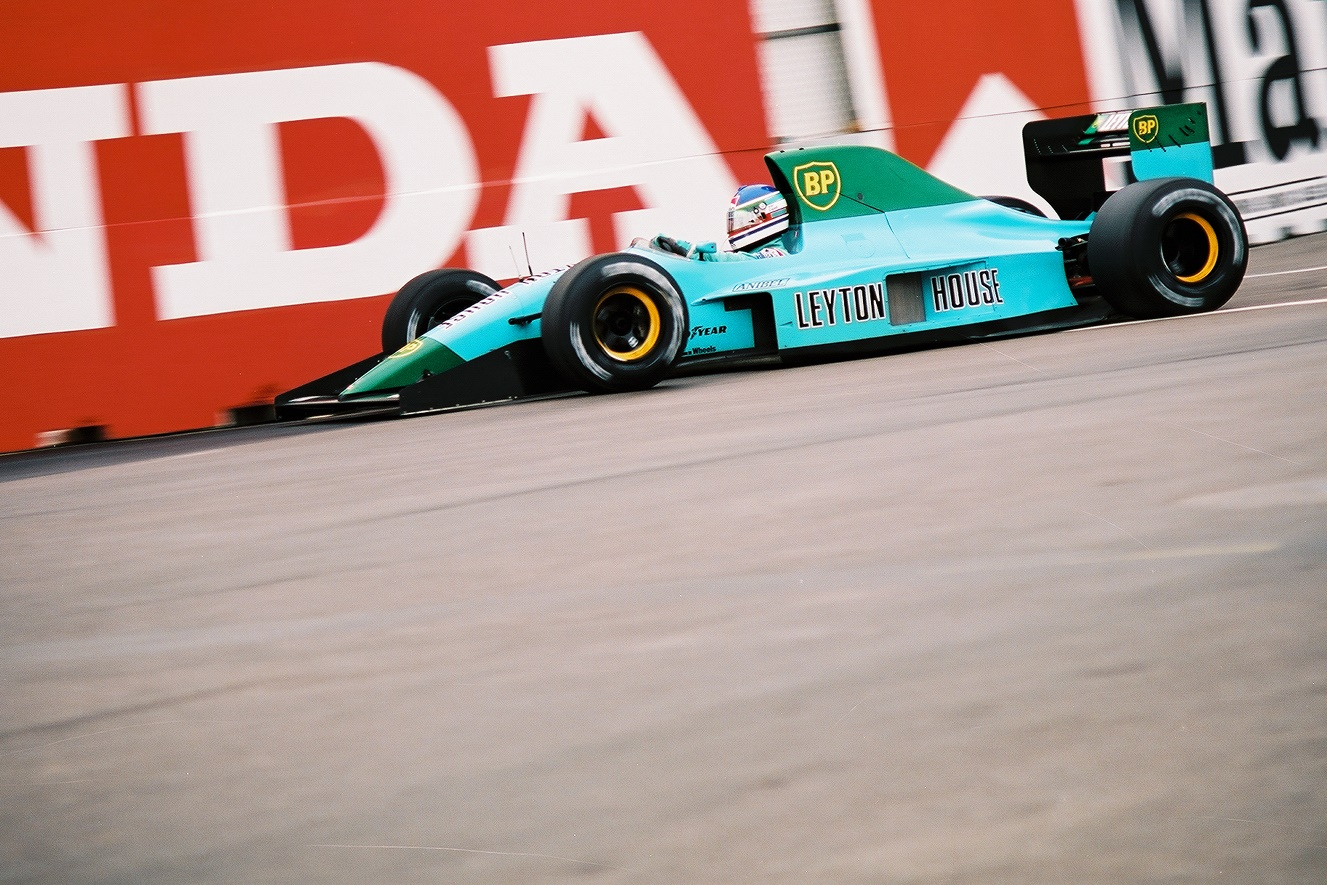
A Leyton House csapatának autójában az 1991-es amerikai nagydíjon

1985-ben csak néhány Formula-3000-es versenyen indult, de győzött az Österreichringen, így bekerült a Tyrrell Formula–1-es csapatába, és az idény végén néhányszor rajthoz is állt. Második versenyén, az ausztrál nagydíjon negyedik lett, mégsem kapott ajánlatot a következő szezonra, ezért visszatért a Formula-3000-hez, és bajnoki címet szerzett a Geona Racing-nek. 1987-ben a March-hoz igazolt, és Monacóban pontot szerzett. 1988-ban már hat alkalommal szerzett pontot, a portugál nagydíjon pedig végig Alain Prost mögött autózott, és végül második lett. 1989-es idényét folyamatos műszaki hibák jellemezték. A következő szezon jobban sikerült: a francia nagydíjon 46 körön keresztül vezetett Alain Prost előtt, a Ferrarival versenyző francia azonban három körrel a verseny vége előtt megelőzte. A következő versenyen már úgy tűnt, hogy harmadik lesz, amikor tönkrement az egyik üzemanyag-vezetéke, s ki kellett állnia. Az 1991-es évad nem volt sikeres számára, majd 1992-ben a Ferrarihoz szerződött, de kevés pontot szerzett. 1993-ban a Jordanhez igazolt, két futam erejéig.

### Formula–1 után
Formula–1-es pályafutását követően különböző nemzeti és nemzetközi túraautó-bajnokságokban versenyez, valamint az olasz Rai 1 televíziós csatorna Formula–1-es közvetítéseinek kommentátora.

## Eredményei
Teljes eredménylistája a nemzetközi Formula–3000-es sorozaton
(Táblázat értelmezése)

(Félkövér: pole-pozícióból indult; dőlt: leggyorsabb kört futott) 

| Év   | Csapat       | 1      | 2     | 3      | 4      | 5      | 6      | 7      | 8      | 9      | 10     | 11    | Helyezés | Pont |
| ---- | ------------ | ------ | ----- | ------ | ------ | ------ | ------ | ------ | ------ | ------ | ------ | ----- | -------- | ---- |
| 1985 | Genoa Racing | SIL    | THR   | EST    | VAL Ki | PAU Ni | SPA Ki | DIJ Ki | PER Ki | ZEL 1  | ZAN Ni | DON 3 | 7.       | 13   |
| 1986 | Genoa Racing | SIL Ki | VAL 1 | PAU Ki | SPA 3  | IMO 2  | MUG 3  | PER Ki | ZEL 1  | BIR Ki | BUG 4  | JAR 3 | 1.       | 39   |

Teljes Formula–1-es eredménysorozata
(Táblázat értelmezése)

(Félkövér: pole-pozícióból indult; dőlt: leggyorsabb kört futott) 

| Év   | Csapat                         | Modell             | Motor                   | 1      | 2      | 3      | 4      | 5      | 6      | 7      | 8      | 9      | 10     | 11     | 12     | 13     | 14     | 15     | 16     | Helyezés | Pont |
| ---- | ------------------------------ | ------------------ | ----------------------- | ------ | ------ | ------ | ------ | ------ | ------ | ------ | ------ | ------ | ------ | ------ | ------ | ------ | ------ | ------ | ------ | -------- | ---- |
| 1985 | Tyrrell Racing Organisation    | Tyrrell 014        | Renault V6 (t/c)        | BRA    | POR    | SMR    | MON    | CAN    | DET    | FRA    | GBR    | GER    | AUT    | NED    | ITA    | BEL    | EUR Ki | RSA    | AUS 4  | 17.      | 3    |
| 1986 | Jolly Club SpA                 | AGS JH21C          | Motori Moderni V6 (t/c) | BRA    | ESP    | SMR    | MON    | BEL    | CAN    | DET    | FRA    | GBR    | GER    | HUN    | AUT    | ITA Ki | POR Ki | MEX    | AUS    | –        | 0    |
| 1987 | Leyton House March Racing Team | March 871          | Ford Cosworth DFZ V8    | BRA Ni | SMR Ki | BEL Ki | MON 6  | DET Ki | FRA Ki | GBR Ki | GER Ki | HUN 10 | AUT 11 | ITA 13 | POR 9  | ESP 12 | MEX Ki | JPN Ki | AUS Ki | 19.      | 1    |
| 1988 | Leyton House March Racing Team | March 881          | Judd V8                 | BRA Ki | SMR Ki | MON 10 | MEX 16 | CAN 5  | DET Ni | FRA 9  | GBR Ki | GER 5  | HUN Ki | BEL 3  | ITA 5  | POR 2  | ESP Ki | JPN Ki | AUS 6  | 7.       | 17   |
| 1989 | Leyton House Racing            | March 881          | Judd V8                 | BRA Ki | SMR Ki |        |        |        |        |        |        |        |        |        |        |        |        |        |        | -        | 0    |
| 1989 | Leyton House Racing            | March CG-891       | Judd V8                 |        |        | MON 11 | MEX Ki | USA Ki | CAN Ki | FRA Ki | GBR Ki | GER Ki | HUN Ki | BEL 12 | ITA Ki | POR Ki | ESP Ki | JPN Ki | AUS Ki | -        | 0    |
| 1990 | Leyton House                   | Leyton House CG901 | Judd V8                 | USA Ki | BRA Nk | SMR Ki | MON Ki | CAN 10 | MEX Nk | FRA 2  | GBR Ki | GER 7  | HUN Ki | BEL 7  | ITA Ki | POR Ki | ESP Ki | JPN Ki | AUS Ki | 10.      | 6    |
| 1991 | Leyton House                   | Leyton House CG911 | Ilmor V10               | USA Ki | BRA Ki | SMR Ki | MON Ki | CAN Ki | MEX Ki | FRA Ki | GBR Ki | GER Ki | HUN 6  | BEL Ki | ITA 8  | POR 17 | ESP Ki | JPN    | AUS    | 18.      | 1    |
| 1992 | Scuderia Ferrari SpA           | Ferrari F92A       | Ferrari V12             | RSA Ki | MEX Ki | BRA 5  | ESP 10 | SMR Ki | MON Ki | CAN Ki | FRA Ki | GBR 9  | GER Ki | HUN 6  | BEL Ki | ITA Ki | POR Ki | JPN    | AUS    | 13.      | 3    |
| 1993 | Sasol Jordan                   | Jordan 193         | Hart V10                | RSA Ki | BRA Nk | EUR    | SMR    | ESP    | MON    | CAN    | FRA    | GBR    | GER    | HUN    | BEL    | ITA    | POR    | JPN    | AUS    | –        | 0    |

Le Mans-i 24 órás autóverseny
| Év   | Csapat               | Autó          | Csapattárs  | Csapattárs      | Helyezés | Kiesés oka  |
| ---- | -------------------- | ------------- | ----------- | --------------- | -------- | ----------- |
| 1995 | Honda Motor Co. Ltd. | Honda NSX GTI | Armin Hahne | Bertrand Gachot | Kiesett  | Kuplunghiba |